# 第二代威斯敏斯特公爵休·格罗夫纳
第二代威斯敏斯特公爵休·理查德·阿瑟·格罗夫纳 GCVO，DSO（Hugh Richard Arthur Grosvenor, 2nd Duke of Westminster，1879年3月19日—1953年7月19日）是一位英国贵族，格罗夫纳伯爵维克托·格罗夫纳之子，第一代威斯敏斯特公爵是他的祖父。

## 生平

徽章

他的昵称“Bendor”来自祖父的赛马Bend Or，后者在他出生次年赢得德比大赛，他的亲友都用这个名字或“Benny”来称呼他。
和很多贵族一样，他追求享乐，也曾自愿到第二次布尔战争和第一次世界大战前线作战。

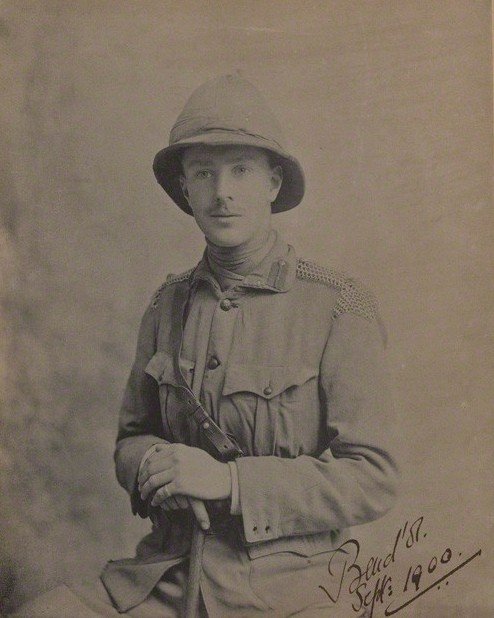
约1900年摄

他在南非时是皇家近卫骑兵团成员。1899年12月，他继承了祖父的爵位，短暂回国后，于1900年2月返回南非，进入帝国义勇骑兵团服役，曾担任罗伯茨勋爵和米尔纳勋爵的侍從官。战争于1902年5月结束，随后他在南非和羅德西亞投资土地获利。
1908年，公爵作为英国摩托艇运动员参加了1908年夏季奥林匹克运动会。 

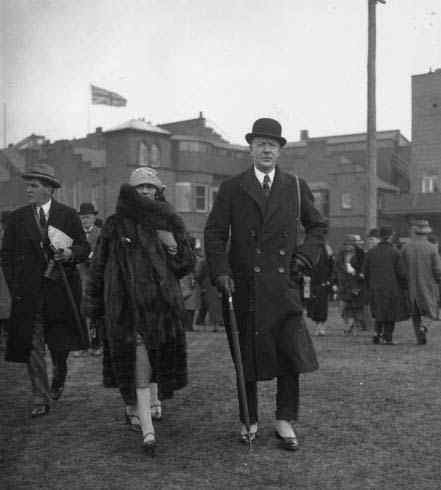
公爵和香奈儿

1923年，在蒙特卡洛，格罗夫纳被维拉·贝特·隆巴迪介绍给了可可·香奈儿，两人的恋情持续了十年 :36–37。他对她就像对待他所有的情人一样奢侈，在伦敦梅菲尔为香奈儿购买了一套豪宅，并于1927年送给她蔚藍海岸羅克布呂訥-卡普馬丹的一块地，香奈儿在那里建造了她的别墅La Pausa。
在第二次世界大战前夕，他支持右翼组织和反犹太主义，如右翼俱乐部（Right Club）。戴安娜·库珀说，1939年9月1日她和她的丈夫达夫·库珀曾在薩伏依酒店与威斯敏斯特公爵共进午餐，结果由于公爵表示支持希特勒而大吵一架。
1953年，公爵因冠状动脉血栓在薩瑟蘭去世，享年74岁，葬于伊頓莊園附近的埃克莱斯顿教堂墓地。他的庞大遗产造成1800万英镑遗产税，1953年7月至1964年8月付给稅務海關總署。
他结过四次婚，留下了两个女儿。他的头衔和地产传给了他的表弟威廉·格罗夫纳。